# Codice internazionale dei segnali
Il codice internazionale dei segnali o INTERCO (dall'inglese International Code of Signals) è un codice di segnalazione utilizzato dalle navi mercantili e militari per comunicare messaggi importanti relativi allo stato della nave ed alle intenzioni del suo comandante o armatore quando vi siano barriere linguistiche.
I segnali INTERCO possono essere trasmessi per mezzo di bandiere di segnalazione, luci lampeggianti, semaforo, codice Morse, codice Morse semaforico, o via radio.
L'Organizzazione marittima internazionale (IMO) è l'ente che oggi gestisce l'INTERCO.

## Storia del codice internazionale dei segnali
Il primo codice internazionale è stato progettato nel 1855 dal British Board of Trade e fu pubblicato nel 1857 in due parti: la prima conteneva i segnali universali e internazionali e la seconda i soli segnali britannici. Diciotto diverse bandiere di segnalazione furono utilizzate per creare oltre 70.000 possibili messaggi.
Il codice fu revisionato dal British Board of Trade nel 1887, e fu modificato nel corso della Conferenza internazionale di Washington del 1889. Il codice fu usato nella battaglia di Tsushima, quando i sopravvissuti della flotta russa inviarono il messaggio XGA ("mi arrendo"), agli ufficiali giapponesi.
Dopo la prima guerra mondiale, la Conferenza internazionale di radiotelegrafia di Washington del 1927 prese in considerazione delle proposte per una nuova revisione del codice.  Il codice venne preparato in sette lingue: inglese, francese, italiano, tedesco, giapponese, spagnolo e norvegese. Questa nuova edizione fu completata nel 1930 e fu adottata dalla Internazionale della radiotelegrafia di Madrid del 1932. La conferenza di Madrid istituì anche un comitato per la revisione permanente del codice.
La nuova versione introdusse un vocabolario per l'aviazione ed una sezione medica completa con l'assistenza e per suggerimento dell'Office international d'hygiene publique. Fu anche inserito un certo numero di segnali per le comunicazioni tra navi ed armatori, agenti marittimi, scali per le riparazioni, ed altre strutture marittime.
Dopo la seconda guerra mondiale, la Conferenza amministrativa delle radiocomunicazioni della International Telecommunication Union (ITU) suggerì nel 1947 che il codice internazionale dei segnali dovesse rientrare nelle competenze della Inter-Governmental Maritime Consultative Organization (IMCO), che poi divenne la IMO. Nel gennaio 1959, la prima assemblea dell'IMCO decise che l'organizzazione dovesse assumere tutte le funzioni svolte dal comitato permanente per l'International Code of Signals.
La seconda assemblea dell'IMCO del 1961 approvò dei progetti per la completa revisione del codice internazionale dei segnali per rispondere alle nuove esigenze dei marinai. Le revisioni furono preparate in nove lingue: inglese, francese, italiano, tedesco, giapponese, spagnolo e norvegese, russo e greco.
Il codice fu revisionato nel 1964 tenendo conto delle raccomandazioni della Convenzione internazionale per la sicurezza della vita in mare (SOLAS) del 1960 e della Conferenza amministrativa delle radiocomunicazioni di Ginevra del 1959. Fu adottato nel 1965.
Ogni segnale dell'INTERCO ha un significato completo; ciò significa che chi lo riceve non ha bisogno di due o più segnali per comprendere il messaggio.
La versione in inglese dell'INTERCO è disponibile presso l'agenzia statunitense National Geospatial-Intelligence Agency (NGA), già nota come National Imagery and Mapping Agency (NIMA).

## Esempi di messaggi
AC: Stiamo per abbandonare la nave.

AD: Stiamo per abbandonare la nave che ha subito un incidente nucleare ed è fonte di possibili radiazioni pericolose.

AN: Ci serve un medico.

AN 1: Ci serve un medico; abbiamo ferite gravi.

AN 2: Ci serve un medico; abbiamo morti per radiazioni.

BR: Ho bisogno urgente di un elicottero.

EL: Ripeto la posizione del disastro.

EL 1: Qual è la posizione della nave incorsa nel disastro?

GM:  Non possiamo salvare la nave.

GN:  Dovreste prelevare del personale.

GN 1: Vorremmo che alcune persone fossero prelevate. Rimarrà a bordo un equipaggio ridotto al minimo.

GN 2: Preleveremo del personale.

GN 3: Potete prelevare del personale?

IT: Andiamo a fuoco.

MAA: Richiediamo assistenza medica urgente.

MAB: Vi chiediamo di recarvi all'appuntamento nella posizione indicata.

MAC: Vi chiediamo di organizzare un ricovero in ospedale.

MAD: Ci troviamo a... (indicare il numero) ore dal porto più vicino.

VG:  La copertura di nuvole basse è... (numero di ottanti o ottavi di cielo coperto).